# 다이카
다이카(일본어: 大化)는 일본의 연호 중 하나이다. 나카노오에(中大兄) 황태자가 소가노 이루카를 제거하고 다이카 개신을 공포한 시기이다.
- 전후 : 일본 최초의 연호로 하쿠치(白雉) 이전이다.
- 시기 : 645년 ~ 650년
- 천황 : 고토쿠 천황

《니혼쇼키》에 "天豊財重日足姫天皇の四年を改めて大化元年とす" →고교쿠 천황 (아메토요타카라이카시히타라시히메노스메라미코토)의 재위 4년을 '다이카'의 원년으로 하라라고 기록되어 있다.

## 개원
- 고교쿠 천황 4년 6월 19일(율리우스력 7월 17일) 고토쿠 천황 즉위에 맞춰 첫 연호를 실시하여
- 다이카 6년 2월 15일 (율리우스력 650년 3월 22일)에 하쿠치로 개원되었다.

## 출전
《상서》 〈대고〉의 “肆予大化誘我友邦君.”

## 다이카 시기에 일어난 일
- 원년
  - 나카노오에 황자가 소가노 이루카를 살해한 잇시 사건이 발생한다.
  - 나니와나가라노토요사키노미야(難波長柄豊碕宮, 고대 일본의 궁전)으로 천도하다.
- 2년
  - 개신을 위한 조칙을 공포했다.
- 3년
  - 7색 13계(七色十三階)의 관위를 제정했다.
- 4년
  - 이와후네노키(磐舟柵, 고대 일본의 성책. 고시노쿠니에 있었다)를 축조하였다.
- 5년
  - 7색 13계를 바탕으로 관위 19계를 제정했다.
  - 소가씨의 소가노 구라노야마다노이시카와노마로(蘇我倉山田石川麻呂)가 모반의 누명을 덮어쓰고 야마다데라(山田寺)에서 가족과 함께 자살하였다.

## 서력과의 대조표
| 다이카      | 원년       | 2년        | 3년        | 4년        | 5년        | 6년        |
| ----------- | ---------- | ---------- | ---------- | ---------- | ---------- | ---------- |
| 서기 (西紀) | 645년      | 646년      | 647년      | 648년      | 649년      | 650년      |
| 간지 (干支) | 을사(乙巳) | 병오(丙午) | 정미(丁未) | 무신(戊申) | 기유(己酉) | 경술(庚戌) |

## 같이 보기
- 일본의 연호 일람

| 이전 없음 | 일본의 연호 645년 ~ 650년 | 다음 하쿠치 |